# فهرست دانشمندانی که نامشان در ثابت‌های فیزیکی به کار رفته‌است
برخی از نام‌هایی که به‌عنوان ثابت در فیزیک به‌کار می‌روند، از روی نام دانشمندان بزرگ برداشته می‌شود. در این فهرست نام آن‌ها جاودانه شده‌است. در این فهرست، کسانی که نام‌شان در فیزیک، ثابت شده، ذکر شده‌است:
| نام دانشمند          | زندگانی   | ملیت               | نام ثابت              |
| -------------------- | --------- | ------------------ | --------------------- |
| آیزاک نیوتن          | ۱۶۴۳-۱۷۲۷ | بریتانیایی         | ثابت گرانش            |
| شارل آگوستن دو کولن  | ۱۷۳۶-۱۸۰۶ | فرانسوی            | قانون کولن            |
| آمادئو آووگادرو      | ۱۷۷۶-۱۸۵۶ | ایتالیایی          | عدد آووگادرو          |
| مایکل فارادی         | ۱۷۹۱-۱۸۶۷ | بریتانیایی         | ثابت فارادی           |
| یوهان یوزف لوشمیت    | ۱۸۲۱-۱۸۹۵ | استرالیایی         | ثابت لوشمیت           |
| یوهان جاکوب بالمر    | ۱۸۲۵-۱۸۹۸ | سوئیسی             | سری بالمر             |
| جوزف استفان          | ۱۸۳۵-۱۸۹۳ | اسلوانی-اتریشی     | ثابت استفان-بولتزمن   |
| لودویگ بولتزمان      | ۱۸۴۴-۱۹۰۶ | استرالیایی         | ثابت بولتزمن          |
| یوهان ریدبرگ         | ۱۸۵۴-۱۹۱۹ | سوئدی              | ثابت ریدبرگ           |
| جوزف جان تامسون      | ۱۸۵۶-۱۹۴۰ | بریتانیایی         | پراکندگی تامسون       |
| ماکس پلانک           | ۱۸۵۸-۱۹۴۷ | آلمانی             | ثابت پلانک            |
| ویلهلم وین           | ۱۸۶۴-۱۹۲۸ | آلمانی             | قانون جابجایی وین     |
| اون ویلانز ریچاردسون | ۱۸۵۹-۱۹۵۹ | بریتانیایی         | گسیل گرمایونی         |
| اوتو ساکور           | ۱۸۸۰-۱۹۱۴ | آلمانی             | معادله ساکور تترود    |
| نیلز بور             | ۱۸۸۵-۱۹۶۲ | دانمارکی           | مگنتون بور، شعاع بور  |
| ادوین هابل           | ۱۸۸۹-۱۹۵۳ | آمریکایی           | قانون هابل            |
| هوگو تتروده          | ۱۸۹۵-۱۹۳۱ | هلندی              | معادله ساکور تترود    |
| داگلاس هارتی         | ۱۸۹۷-۱۹۵۸ | بریتانیایی         | انرژی هارتی           |
| انریکو فرمی          | ۱۹۰۱-۱۹۵۴ | ایتالیایی-آمریکایی | برهم‌کنش فرمی          |
| بریان دیوید جوزفسون  | ۱۹۴۰      | بریتانیایی         | شار کوانتومی مغناطیسی |
| کلاوز وون کلیتزینگ   | ۱۹۴۳      | آلمانی             | اثر کوانتومی هال      |